# 莫汉
莫汉（Mohan），是印度北方邦Unnao县的一个城镇。总人口13553（2001年）。

## 人口
该地2001年总人口13553人，其中男性7251人，女性6302人；0—6岁人口2304人，其中男1266人，女1038人；识字率45.89%，其中男性为51.32%，女性为39.64%。